# 実録外伝 大阪電撃作戦
『実録外伝 大阪電撃作戦』（じつろくがいでん おおさかでんげきさくせん）は、1976年の日本映画。主演：松方弘樹、監督：中島貞夫、製作：東映。

## 概要
1973年の『仁義なき戦い』の大ヒット以降、東映は実録ヤクザ路線と銘打ち、各地の暴力団抗争をモデルとした映画を製作した。特に同年『山口組三代目』が大ヒットし、山口組の全国進攻は実録路線の元ネタとしては最適であったため、これを題材とする映画を次々製作したが、このうち明友会事件をモデルとして山口組側から描いたものが前年に製作された『日本暴力列島 京阪神殺しの軍団』で、逆に明友会側から描いたものが本作となる。両者は同じ題材を扱っており、1974年の『山口組外伝 九州進攻作戦』も明友会事件が一部含まれる。

## あらすじ
昭和35年大阪ミナミの盛り場は、石村組と南原組が勢力を二分していた。南原組の高山敬（渡瀬恒彦）は獰猛なチンピラが揃う双竜会の安田寿行（松方弘樹）に話を持ちかけ、彼らを実行部隊に仕立て上げる。しかし、大阪進出を企てる日本最大のやくざ組織・神戸川田組組長・川田利明（丹波哲郎）に双竜会のチンピラがクラブで絡んでしまう。神戸川田組の逆燐に触れ、殲滅作戦「人間狩り」が開始される。

## 出演
- 双竜会会長 趙宗泰（モデル・明友会会長 甲山五郎こと姜昌興）：室田日出男
- 副会長 崔浩哲：大前鈞
- 幹部 安田寿行：松方弘樹
- 幹部 大岩弘：石橋蓮司
- 幹部 金元基：志賀勝
- 朴源昌：岩尾正隆
- 前田茂：野口貴史
- 丁在元：川谷拓三
- 古川順次：根岸一正
- 李善鐘：秋山勝俊
- 双竜会組員：志茂山高也

- 南原組組長 南原正幸（モデル・南道会会長 藤村唯夫）：織本順吉
- 南原組若頭 宮武平吉：梅宮辰夫
- 南原組組員 高山敬：渡瀬恒彦
- 南原組組員：舟橋竜次

- 石村組組長 石村貞助：小松方正
- 石村組組員：大矢敬典
- 石村組組員：三島康正

- 神戸川田組山地組舎弟 大東組組長 大東武司（モデル・柳川次郎こと梁元鍚）：成田三樹夫
- 大東組若頭 金崎徹（モデル・谷川康太郎こと康東華）：目黒祐樹
- 大東の子分：氷室浩二

- 神戸川田組若頭補佐 掛田組組長 掛田貫一（モデル・山本健一）：伊吹吾郎
- 掛田の若衆：五城影二
- 掛田の若衆：高並功

- 神戸川田組三代目組長 川田利明（モデル・田岡一雄）：丹波哲郎（※特別出演）[11]
- 神戸川田組若頭 山地組組長 山地武雄（モデル・地道行雄）：小林旭
- 神戸川田組幹部：丘路千
- 神戸川田組幹部：山田良樹
- 神戸川田組幹部：沢美鶴
- 神戸川田組若中：原田君事
- 神戸川田組若中：木谷邦臣
- 神戸川田組若中：白川浩二郎
- 神戸川田組若中：寺内文夫

- 小山淑子：片桐夕子
- 真田一郎：三上寛
- 井川千恵：中原早苗
- 平岡銀次：郷鍈治

- 杉谷勝造：名和宏
- 荒木鉄男：林彰太郎

- 津田：成瀬正
- 松井：島米八
- 陽子：掘めぐみ
- 戸川太一郎：曽根晴美
- 吉岡弁治：国一太郎
- 前川鶴吉：中村錦司
- 友田宇一郎：有川正治
- 松平：福本清三

- ホステス：内村レナ
- 京子：奈三恭子
- マシンガン・ジョー：松本泰郎
- 村田：片桐竜次
- 岩井政道：西田良
- ヒットマン：藤沢徹夫
- 鈴木成夫：宮城幸生
- 根津義男：阿波地大輔
- 岡真吉：笹木俊志
- 松木実（モデル・田端義夫）：衣竜快次（宮城健太狼）
- 徳田米造：疋田泰盛
- 金光八郎：酒井哲
- 旅館の仲居：星野美恵子
- 趙の妻：富永佳代子
- 伊達：大木晤郎
- 森村幸吉：唐沢民賢
- チケット売り：蓑和田良太
- キャバレー支配人：五十嵐義弘
- 伊藤秀夫：白井孝司
- チンピラ：奈辺悟
- 久保元：司裕介
- リングアナウンサー：平河正雄
- レフェリー：北川俊夫
- キャバレーのボーイ：勝野賢三
- バーテン：鳥井敏彦
- チンピラ：新居芳行

ナレーター
- 酒井哲

## スタッフ
- 監督：中島貞夫
- 企画：日下部五朗・田岡満・橋本慶一・奈村協
- 脚本：高田宏治
- 撮影：増田敏雄
- 音楽：津島利章
- 美術：佐野義和
- 照明：北口光三郎
- 編集：堀池幸三
- 助監督：牧口雄二

## 製作

### 企画
中島貞夫が1969年の『日本暗殺秘録』の後に、次は徹底的に暴力をテーマにした映画を作りたいと明友会事件を真正面から描いた『暴力団抗争 殲滅』という脚本を書き、当時の岡田茂映画本部長に提出したが、「こんなもん、映画になるか!」と却下された。しかし1973年以降、山口組関係の映画がヒットすると岡田茂社長（当時）が『実録外伝 大阪電撃作戦』という本題名を思いつき企画が再浮上、中島ではなく、脚本の高田宏治に企画が持ち込まれ脚本が書かれた。
1975年2月19日、東映本社で、岡田社長が東映上半期のラインナップを発表し、「実録アクションをムードのあるものに持ってゆきたい」と説明。「"日本暴力列島シリーズ"として『京阪神暴力ファミリー』（『日本暴力列島 京阪神殺しの軍団』）に次ぐ"日本暴力列島シリーズ"第二弾『日本暴力列島・北九州電撃戦』を渡哲也主演作として1975年8月公開を予定している」と話した。しかし渡が長期入院したためか、北九州を舞台にした映画はこの段階では製作されず。同年8月27日の岡田社長による今後の予定作品発表では、菅原文太主演作『日本暴力列島大阪電撃作戦』として告知していた。菅原は「会社の酷使が過ぎる」などと東映に造反し、この年春から夏にかけて出演予定のあった映画を数本キャンセルしていた。

### 脚本
実録"外伝"、と微妙なタイトルを付けているが大筋やエピソードは大半が実話である。高田は「（中島脚本の）『暴力団抗争 殲滅』は、終始弱いものいじめでドラマがない。それを俺がドラマにした」「明友会事件をやられる側から描いたのが本作」「フィクショナブルでなおかつ実録的な構成」「演出は抜群で中島監督の最高傑作の一つなんじゃないかと思う」、「私と中島はやられる側から描くことにこだわった。叩かれる側からの視点で作りたいという思いは共通していた。出世物語を書いてもつまらない。滅びていく側の物語こそドラマがある」、などと述べている。

### 撮影
車に引き摺られるシーンをスタントマン無しで演じる渡瀬恒彦を始め、『仁義なき戦い』以降の実録路線勃興で意気上がる役者がむせ返るような熱い芝居を見せる。『日本暴力列島 京阪神殺しの軍団』は在日問題が表立ってあったが、本作は松方弘樹、渡瀬恒彦というチンピラが大組織に立ち向かうという中島貞夫の得意とする若者の話になっている。「人間狩り」と凄惨なリンチシーンを撮影したのは、この頃からエログロ映画を量産する助監督の牧口雄二。

## 逸話
予告編のBGMには、『殺人拳2』、『新仁義なき戦い 組長の首』、『狂走セックス族』、『山口組三代目』

## 同時上映
日本では『必殺女拳士』（志穂美悦子主演、小平裕監督）と併映された。
- 1975年暮れに発表された東映1976年正月番組予定では、この年正月第二週枠は深作欣二監督、北大路欣也主演、渡瀬恒彦、松平純子出演の『はみだし刑(デカ)事』と発表されていた[19]。『必殺女拳士』は1976年2月14日からの上映予定だったが、『はみだし刑(デカ)事』は製作されず『必殺女拳士』が一つ前に出て本作『実録外伝 大阪電撃作戦』との併映になった[19][20]。

## 関連映画
- 仁義なき戦い 代理戦争（1973年） - 広島抗争
- 仁義なき戦い 頂上作戦（1974年） - 広島抗争
- 山口組外伝 九州進攻作戦（1974年） - 別府抗争、明友会事件、博多事件
- 日本暴力列島 京阪神殺しの軍団（1975年） - 明友会事件
- 沖縄やくざ戦争（1976年） - 第4次沖縄抗争
- 日本の首領（1977年） - 明友会事件
- 北陸代理戦争（1977年） - 三国事件
- 沖縄10年戦争（1978年） - 第4次沖縄抗争